# Échéclos (centaure)
Ne doit pas être confondu avec Échéclos.
Échéclos est un Centaure qui a été tué par Ampyx dans la bataille avec les Lapithes.
L'astéroïde (60558) Échéclos a été nommé d'après lui.